# Decaspermum raymundi
Decaspermum raymundi är en myrtenväxtart som beskrevs av Friedrich Ludwig Diels. Decaspermum raymundi ingår i släktet Decaspermum och familjen myrtenväxter. Inga underarter finns listade i Catalogue of Life.